# Alexis Pantchoulidzew
Alexis Jevgenjevitsj Pantchoulidzew (Russisch: Алексей Евгеньевич Панчулидзев) (Pjatigorsk, 18 september 1888 – Diepenheim, 10 april 1968), in de Nederlandse literatuur ook bekend als Aleksey Pantchulidzew of Aleksey Pantschulidzev koosnaam: "Tschuli", was de enige Nederlandse deelnemer aan de Olympische Zomerspelen van 1956. In het Lockheedomkoopschandaal van de jaren zestig en zeventig wordt hij genoemd als tussenpersoon die mede de overboeking regelde van 1 miljoen US-dollar smeergeld, bestemd voor de Nederlandse prins-gemaal Bernhard van Lippe-Biesterfeld. Pantchoulidzew was in 1937 een van Bernhards getuigen bij zijn huwelijk met kroonprinses Juliana. Hij werd geboren als Rus en behoorde tot de lijfwacht-huzaren van de keizerlijke garde en was kolonel in het Russische Keizerlijke leger.

## Biografie

### Afkomst en opleiding
Oorspronkelijk kwam Pantchoulidzew uit het Russische Pjatigorsk, waar zijn vader diende als generaal bij de cavalerie. In de stad Saratov in Rusland staat een standbeeld van generaal Aleksey Pantchoulcize (Georgische spelling), een van zijn adellijke voorvaderen. Pantchoulidzew was tijdens zijn opleiding vanaf 9 september 1904 lid van het Keizerlijk Page Regiment en in dienst van de keizerin-moeder tsarina Maria Fjodorovna, geboren prinses Dagmar van Denemarken. Dit was de vooropleiding voor het elite keurkorps van de cadetten van de Nicolas Cavalry School in Sint Petersburg, die hij van 1912 tot 1914 bezocht. Hij werd bevorderd tot kornet van het Grodno Huzaren Regiment. Op 6 december 1912 werd hij er luitenant. Hij huwde in 1912 met de weduwe van kolonel Buchmeyer, Mariya Federovna Meyer. In de Eerste Wereldoorlog vocht hij tegen de Oostenrijkse en Duitse keizerlijke legers en was tot 1917 adjudant van generaal Brussilov.

### Russisch kolonel
Zijn kolonelsrang zou hij volgens mededelingen in 1969 in het Nederlandse hippische blad De Hoefslag van de Zwitserse hippische correspondent Max E. Amman - een functionaris van de FEI en een goede kennis van prins Bernhard - aan een bijzondere gebeurtenis in zijn leven hebben te danken. Pantchoulidzew was lid van het Russische springteam onder leiding van luitenant-generaal Alexander Rodzyanko. Een ander lid van het team was de geestelijk leider van het Kalmukkenrijk en latere diplomaat prins Danzan Toundoutoff. . Ritmeester Alexis de Pantchoulidzew won de Kaiserpreis in Wenen-Krieau met zijn lichtbruine paard Barine. Het bleef doodstil op de tribunes toen de uitslag bekend werd dat de Russen hadden gewonnen, volgens de berichtgeving in de hippische literatuur. Pantchoulidzew kreeg niet de Kaiserprijs-bokaal en het daarbij behorende bedrag van 10.000 Kronen uitgereikt uit handen van de Oostenrijkse keizer Frans Jozef zoals de gewoonte was. Oorzaak was de grote spanning tussen Oostenrijk-Hongarije en Rusland die reeds voor de moord op kroonprins Frans Ferdinand en zijn vrouw Sophie in Sarajevo in 1914 in de lucht hing. Naderhand werden de Russen ervan verdacht bij deze aanslag betrokken te zijn geweest. Als troostprijs kregen Pantchouldizew en de teamleden door het bestuur van de "Gesellschaft zur Prämiirung guter Campagne-Reiter in Wien" een erepalm uitgereikt. Toen hij terugkwam in Sint-Petersburg kreeg hij uit handen van tsaar Nicolaas II een gouden medaille uitgereikt en werd hij bevorderd tot Polkovnik (kolonel) van de lijfwachthuzaren.

### Via Finland naar Denemarken
Na zijn deelname aan de vijandigheden gedurende de Russische Revolutie van 1917 ontvluchtte Pantchoulidzew met zijn vrouw hun vaderland via Finland. Als gevolg van deze schermutselingen heeft hij de rest van zijn leven vijf kogels in zijn lichaam meegedragen die niet verwijderd konden worden. Dit vertelde hij trots tijdens zijn lezingen in Karlsruhe tijdens zijn inleiding. In het voormalige groothertogdom Finland verbleef hij op het landgoed van de eerste schoonvader van zijn echtgenote. Vanaf 1918 woonde en werkte Pantchouldizew in Kopenhagen, waarheen ook de keizerin-moeder gevlucht was, en waar hij tot 1921 verbleef.

### Duitsland
Daarna ging hij naar Berlijn. Zijn eerste Duitse werkgeefster was Victoria A. (Vicky) Glahn, geboren Staudt, die getrouwd was met de ritmeester buiten dienst en auteur Erich Glahn. De familie Glahn was eigenaar van de springstal Georgen in Belgard a.d. Persante (nu Białogard) in Pommern, waarvan Pantchouldizew de wedstrijdpaarden bereed in onder meer Aken en Berlijn op het concours hippique.
Pantchoulidzew verhuisde in 1922 naar het landgoed Woynowo in de provincie Posen nabij de stad Züllichau, later Grensmark Posen-West-Pruisen, het ouderlijk huis van toen nog prins Bernhard zur Lippe-Biesterfeld. Hij was er eerst als gast, daarna als hoofdopziener en vervolgens als beheerder. Hij was het die Bernhard en zijn broer leerde paardrijden. Zijn echtgenote verbleef sinds 1922 in Parijs, om dichter bij haar zoon en dochter uit haar eerste huwelijk te zijn. Zij bleef met haar man contact houden en stierf in 1933. Haar huwelijk met Pantchoulidzew bleef kinderloos. Na de dood van haar echtgenoot in 1934 hielp Pantchoulidzew prinses Armgard zur Lippe-Biesterfeld met het beheer van hun bezit Reckenwalde. In januari 1937 was hij een van prins Bernhards getuigen bij diens huwelijk met de Nederlandse kroonprinses Juliana. Op de huwelijksakte schreef hij zijn naam met het Duits adellijke 'von', hoewel hij volgens het Duitse adelsregister daar geen recht op had. Wel was hij oorspronkelijk lid geweest van de Georgische adel. Na de val van het Duitse Keizerrijk schafte de nieuwe Weimarrepubliek de adelstand af. De nieuwe grondwet van 1919 bepaalde in artikel 109 kort maar krachtig: "Publiekrechtelijke voordelen of nadelen van geboorte of stand moeten worden opgeheven. Adellijke titels zijn uitsluitend een deel van de naam en mogen niet meer worden verleend."
Pantchoulidzew, die sinds zijn vlucht uit Rusland automatisch zijn staatsburgerschap verloren had, was in het bezit van een Nansenpaspoort voor stateloze burgers. Het Nansenpaspoort was een door de Volkenbond ingevoerd identiteitsbewijs of reisdocument voor vluchtelingen die niet beschikten over een paspoort uit het door hen ontvluchte land. 
Daarom werd Pantchoulidzew op 7 februari 1944 schriftelijk gemeld dat hij als hulpkracht op het treinstation van Frankfurt aan de Oder te werk zou worden gesteld bij de Reichsbahndirektion Osten. Op 24 februari meldde de Gestapo dat hij voor zijn functie was goedgekeurd door de politiearts en dat hij zijn betrekking per omgaande diende op te nemen. Zijn dienstrang en werkzaamheden werden omschreven als assistent-beladingsconducteur (Aushilfsladenschaffner), waarvoor hij eerst een korte opleiding heeft gehad. Blijkens een Dienstausweis die op 6 april werd afgegeven werkte hij in dienst van de Deutsche Reichsbahn en was werkzaam als cargadoor voor de belading van de treinen, vertelde hij aan zijn vriend Reitmeister Egon von Neindorff. Aan het eind van de oorlog vluchtte hij met prinses Armgard naar Bad Driburg.

### Nederland
Hij werd na de bevrijding door prins Bernhard naar Nederland gehaald. Hiervoor regelde Bernhard dat hij een accreditatie kreeg voor het nieuwe Nederlandse soldatenblad Pen Gun, waardoor Pantchoulidzew bij de landsgrens vrije doorgang kreeg. Op 6 november 1945 werd Pantchoulidzew als kolonel Binnenlandse Strijdkrachten ingeschreven te Baarn. Op zijn Nederlandse persoonskaart stond hij tot 16 december 1949 geregistreerd als Alexis von Pantschoulidzew en ingeschreven als woonachtig op Paleis Soestdijk. In werkelijkheid verbleef Pantchoulidzew samen met prinses Armgard zur Lippe-Biesterfeld en een kleine hofhouding van 1945 tot februari 1952 in Haus Wittgenstein te Roisdorf. In datzelfde jaar verhuisden prinses Armgard en Pantchoulidzew en gingen zij beiden definitief in Nederland wonen op kasteel Warmelo in Diepenheim, dat Bernhard voor zijn moeder gekocht had. Per wet van 4 november 1949 werd hij met de naam Alexis Pantchoulidzew genaturaliseerd tot Nederlander. Conform de Nederlandse wetgeving had hij om Nederlander te worden minimaal vijf jaar in Nederland moeten wonen. In 1949 voldeed hij daar nog niet aan. Bernhard wist de minister van Justitie Wijers er echter van te overtuigen om uit te gaan van 1938 als vestigingsjaar. Volgens Bernhard wilde hij al in dat jaar Pantchoulidzew laten overkomen, maar zag hij daar vanwege de politieke onrust in Duitsland vanaf. Volgens Bernhard vond hij het zelf verstandiger als Pantchoulidzew om die reden bij zijn moeder bleef. Door de oorlogshandelingen was overkomst eerder dan 1945 vervolgens niet meer mogelijk.

### Dressuurrijden en Olympische Spelen van 1956
Vanaf begin 1952 werd Pantchoulidzew onderwezen in de kunst van het dressuurrijden in de houten overdekte rijbaan op Warmelo. Zijn leraar en coach was 'Direktor' Ludwig W. Zeiner, Hofbereiter i.R. van de Spanische Reitschule in Wenen. Pantchoulidzew deed in 1954 in Londen met het paard Lascar van prins Bernhard voor het eerst mee aan een internationale wedstrijd.
Pantchoulidzew nam als dressuurruiter namens Nederland deel aan de Zomerspelen van 1956. Bernhard had dat voor hem geregeld. Zijn deelname wekte nogal wat verbazing, omdat hij zich niet vooraf had hoeven te kwalificeren voor het Nederlands Olympisch Comité. Dit werd ook toegeschreven aan de invloed van Bernhard. De paardensportjournalist Hans Eijsvogel noemde Pantchoulidzew "de schaduw van de Prins". De ruiteronderdelen van deze Spelen werden vanwege de strenge Australische quarantainebepalingen in Stockholm gehouden. Hij mocht deelnemen op eigen kosten. In het programmaboekje staat hij vermeld met het startnummer 1. In een veld van 36 deelnemers eindigde hij als 28e.
Omdat Nederland later dat jaar de Spelen in Melbourne boycotte (vanwege de rol van de Sovjet-Unie in de Hongaarse Opstand), was hij uiteindelijk Nederlands enige deelnemer aan de Zomerspelen van 1956. Pantchoulidzew was 67 jaar en 270 dagen oud toen hij in Stockholm meedeed. Daarmee is hij nog altijd de oudste Nederlandse deelnemer aan de Olympische Spelen.
De paardensporthistoricus Jan Maiburg heeft les gehad van Pantchoulidzew in Karlsruhe bij het rij-instituut Egon von Neindorff.

### Lockheedomkoopschandaal
Pantchoulidzew wordt genoemd in verband met de Lockheedaffaire. Zo is hij degene geweest die op 3 oktober 1960 in Zwitserland aan een Lockheedmedewerker een briefje met zijn naam en bankrekeningnummer gaf waarop één miljoen US-dollar smeergeld bestemd voor prins Bernhard gestort zou moeten worden. Aan dat verzoek werd gevolg gegeven.

### Overlijden
Pantchoulidzew overleed in 1968 te Diepenheim op 79-jarige leeftijd. Hij werd begraven op de plaatselijke Algemene Begraafplaats.

## Onderscheidingen
Pantchoulidzew ontving meerdere onderscheidingen, onder meer:
- Orde van Sint-Vladimir, vierde graad met zwaarden en boog
- Orde van Sint-Anna, derde graad met zwaard en boog
- Orde van Sint-Stanislaus, derde graad met zwaard en boog
- Grootofficier in de Huisorde van Oranje

## Trivia
In de jaren vijftig kwam Pantchoulidzew vaak op Paleis Soestdijk om de oudste dochters van prins Bernhard paardrijles te geven. Hij tankte dan steevast zijn auto vol bij de garagepomp van het paleis, en kreeg daarom van het paleispersoneel al snel de bijnaam 'Petroliechef'. De liefde en kennis omtrent gemotoriseerd vervoer had Pantchoulidzew al in 1912. Hij zat namelijk in een commissie voor de Russische regering die zich bezighield met de aankoop van vrachtauto's voor het leger bij de firma H. Büssing in Wenen XX/1. Volgens de Oestereichische Soldaten Zeitung uitgave van 25 december 1912 kocht hij samen met leden van de commissie vijftig vrachtwagens met een gezamenlijke waarde van één miljoen Florint.